# Bois-d'Ennebourg
Pour les articles homonymes, voir Bois (homonymie) et Bois (communes).
Bois-d'Ennebourg est une commune française située dans le département de la Seine-Maritime en région Normandie.

## Géographie

### Localisation
| Saint-Jacques-sur-Darnétal | Bois-l'Évêque    | Martainville-Épreville |
|                            | Bois-d'Ennebourg | Auzouville-sur-Ry      |
| Saint-Aubin-Épinay         | Montmain         | Fresne-le-Plan         |

### Hydrographie
La commune est située dans le bassin Seine-Normandie. Elle n'est drainée par aucun cours d'eau,. Néanmoins deux plans d'eau sont présents sur le territoire communal : la mare Bénie (0,06 ha) et la mare de la Grenouillette (0,08 ha),.

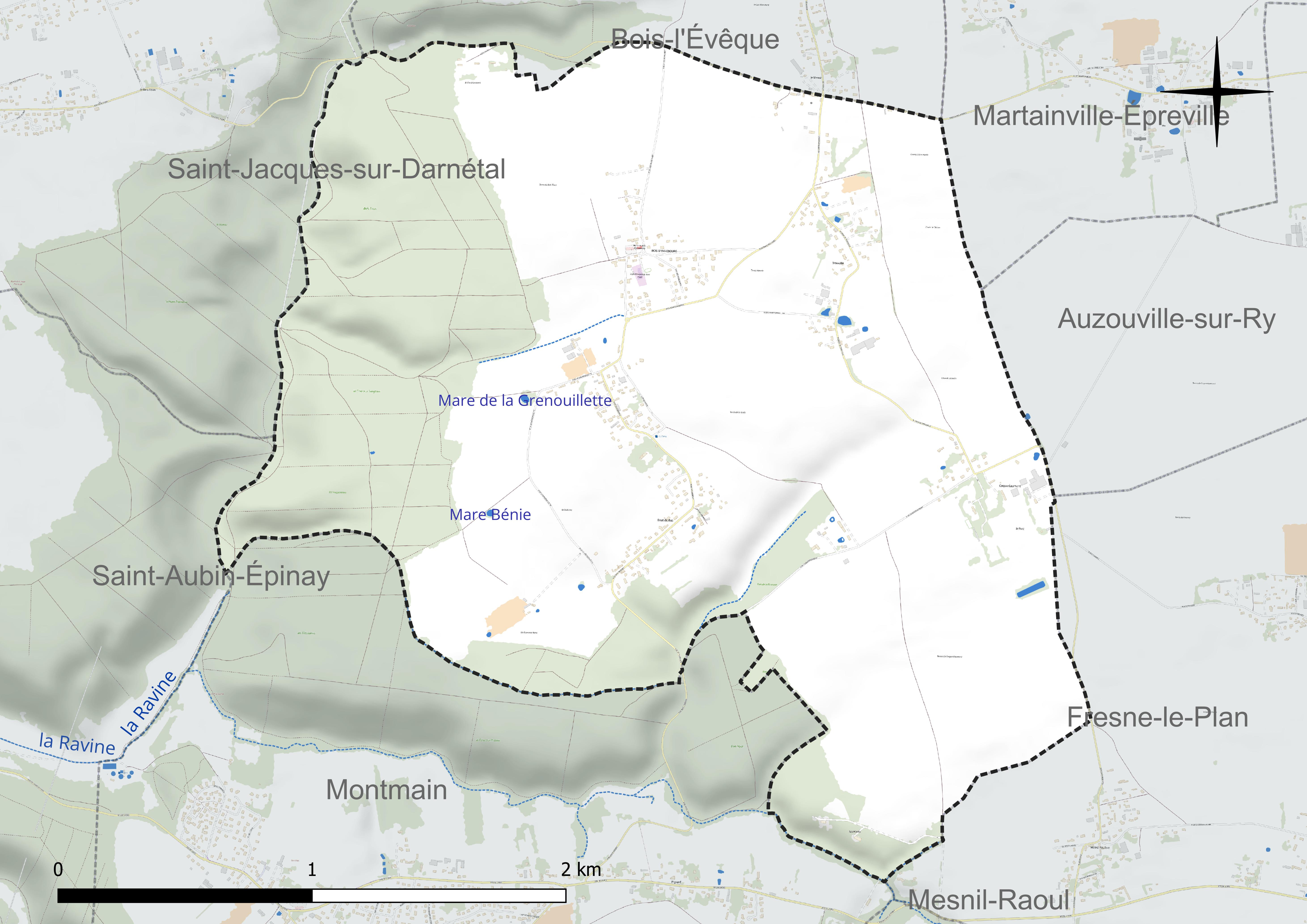
Réseau hydrographique de Bois-d'Ennebourg.

### Climat
Pour des articles plus généraux, voir Climat de la Normandie et Climat de la Seine-Maritime.
En 2010, le climat de la commune est de type climat océanique dégradé des plaines du Centre et du Nord, selon une étude du CNRS s'appuyant sur une série de données couvrant la période 1971-2000. En 2020, Météo-France publie une typologie des climats de la France métropolitaine dans laquelle la commune est exposée à un climat océanique et est dans la région climatique Côtes de la Manche orientale, caractérisée par un faible ensoleillement (1 550 h/an) ; forte humidité de l’air (plus de 20 h/jour avec humidité relative > 80 % en hiver), vents forts fréquents. Parallèlement le GIEC normand, un groupe régional d’experts sur le climat, différencie quant à lui, dans une étude de 2020, trois grands types de climats pour la région Normandie, nuancés à une échelle plus fine par les facteurs géographiques locaux. La commune est, selon ce zonage, exposée à un « climat maritime », correspondant au Pays de Caux, frais, humide et pluvieux, légèrement plus frais que dans le Cotentin.
Pour la période 1971-2000, la température annuelle moyenne est de 10,3 °C, avec une amplitude thermique annuelle de 14 °C. Le cumul annuel moyen de précipitations est de 838 mm, avec 13 jours de précipitations en janvier et 8,6 jours en juillet. Pour la période 1991-2020, la température moyenne annuelle observée sur la station météorologique la plus proche, située sur la commune de Boos à 6 km à vol d'oiseau, est de 10,9 °C et le cumul annuel moyen de précipitations est de 847,5 mm,. Pour l'avenir, les paramètres climatiques de la commune estimés pour 2050 selon différents scénarios d’émission de gaz à effet de serre sont consultables sur un site dédié publié par Météo-France en novembre 2022.

## Urbanisme

### Typologie
Au 1er janvier 2024, Bois-d'Ennebourg est catégorisée commune rurale à habitat dispersé, selon la nouvelle grille communale de densité à sept niveaux définie par l'Insee en 2022.
Elle est située hors unité urbaine. Par ailleurs la commune fait partie de l'aire d'attraction de Rouen, dont elle est une commune de la couronne,. Cette aire, qui regroupe 317 communes, est catégorisée dans les aires de 200 000 à moins de 700 000 habitants,.

### Occupation des sols
L'occupation des sols de la commune, telle qu'elle ressort de la base de données européenne d’occupation biophysique des sols Corine Land Cover (CLC), est marquée par l'importance des territoires agricoles (66 % en 2018), en diminution par rapport à 1990 (68,8 %). La répartition détaillée en 2018 est la suivante : 
terres arables (58,4 %), forêts (27,2 %), zones urbanisées (6,8 %), prairies (4,2 %), zones agricoles hétérogènes (3,4 %). L'évolution de l’occupation des sols de la commune et de ses infrastructures peut être observée sur les différentes représentations cartographiques du territoire : la carte de Cassini (XVIIIe siècle), la carte d'état-major (1820-1866) et les cartes ou photos aériennes de l'IGN pour la période actuelle (1950 à aujourd'hui).

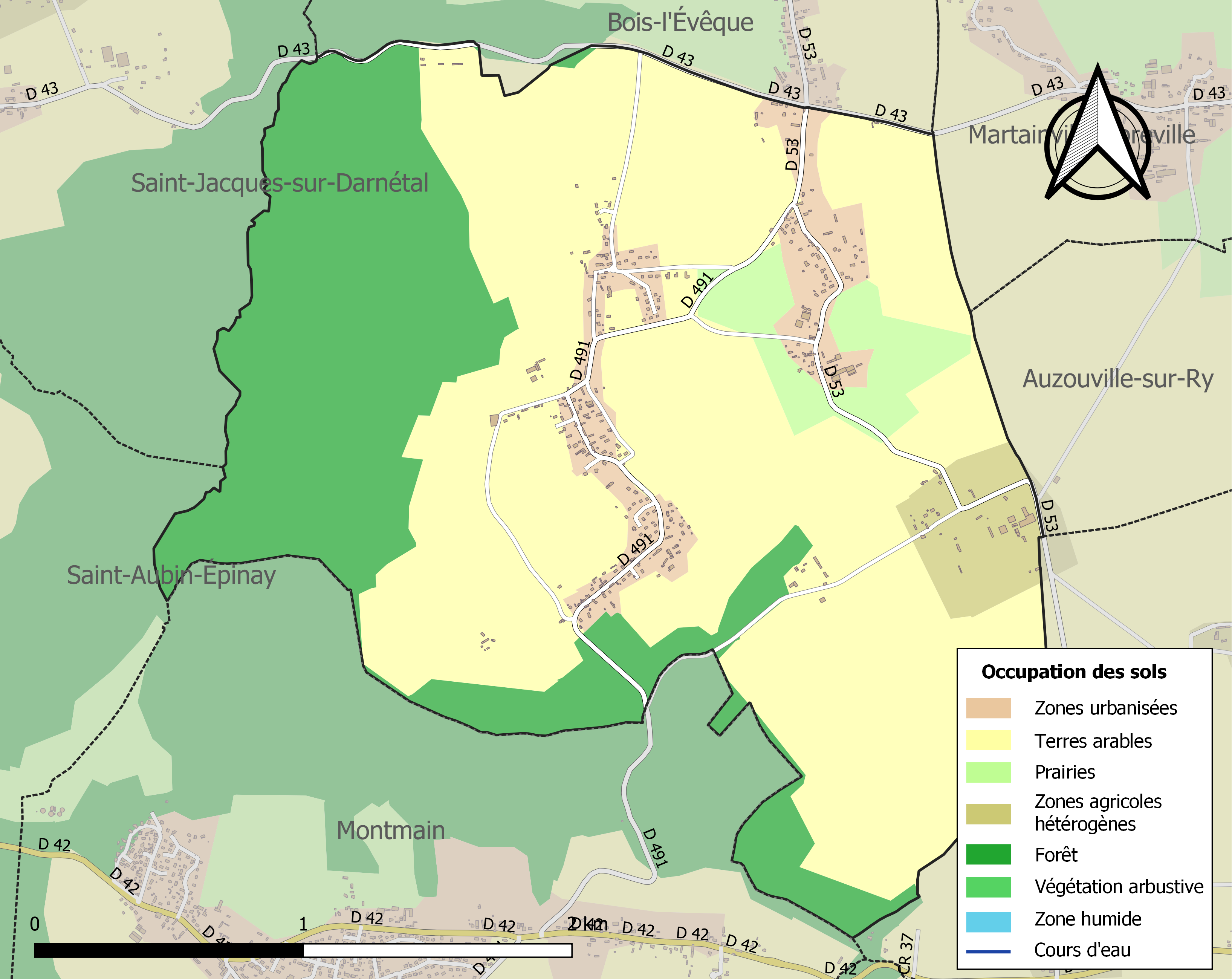
Carte des infrastructures et de l'occupation des sols de la commune en 2018 (CLC).

## Toponymie
Le nom de la localité est attesté sous la forme latinisée Boscum Danebout au début du XIIIe siècle, Bosdanebolt en 1236 - 1244, puis Bois d'Annebaud à la fin du XVIIIe siècle, avant d'adopter le nouveau nom.
Le premier élément Bois résulte de la francisation du normand Bosc de même sens (cf. Bosc-Guérard « Bois-Gérard »).

Le second, Danebout, devient Dennebout par fausse régression. La forme actuelle avec -rg final résulte d'une confusion avec le mot bourg. Elle s'explique par l'amuïssement régulier du r en normand, ainsi bourg se prononce-t-il « bou » (cf. Bourgtheroulde, prononcé localement « Boutroude »). C'est pourquoi Dennebout devient Dennebourg par phénomène d'hypercorrectisme, réaction érudite visant à rétablir l'appellatif bien connu bourg. La graphie d'Ennebourg, avec d apostrophe, est liée à  l'étymologie erronée « le bois du lieu nommé Ennebourg », on a alors pris d pour la préposition de.
En réalité, comme le montrent les formes anciennes, il s'agit d'une famille seigneuriale : les Danebout. Un Daneboldus est déjà cité en 1038.
Danebold est un anthroponyme germanique rapporté par Marie-Thérèse Morlet, mais dans ce cas, c'est plutôt un nom de personne anglo-danois, dont le second élément -bold est attesté dans les deux Grimbold reconnaissables dans les toponymes normands Saint-Sulpice-de-Grimbouville (Eure) et Graimbouville (Seine-Maritime). Par ailleurs, une variante norvégienne Danbolt est attesté comme nom de famille de nos jours en Norvège.

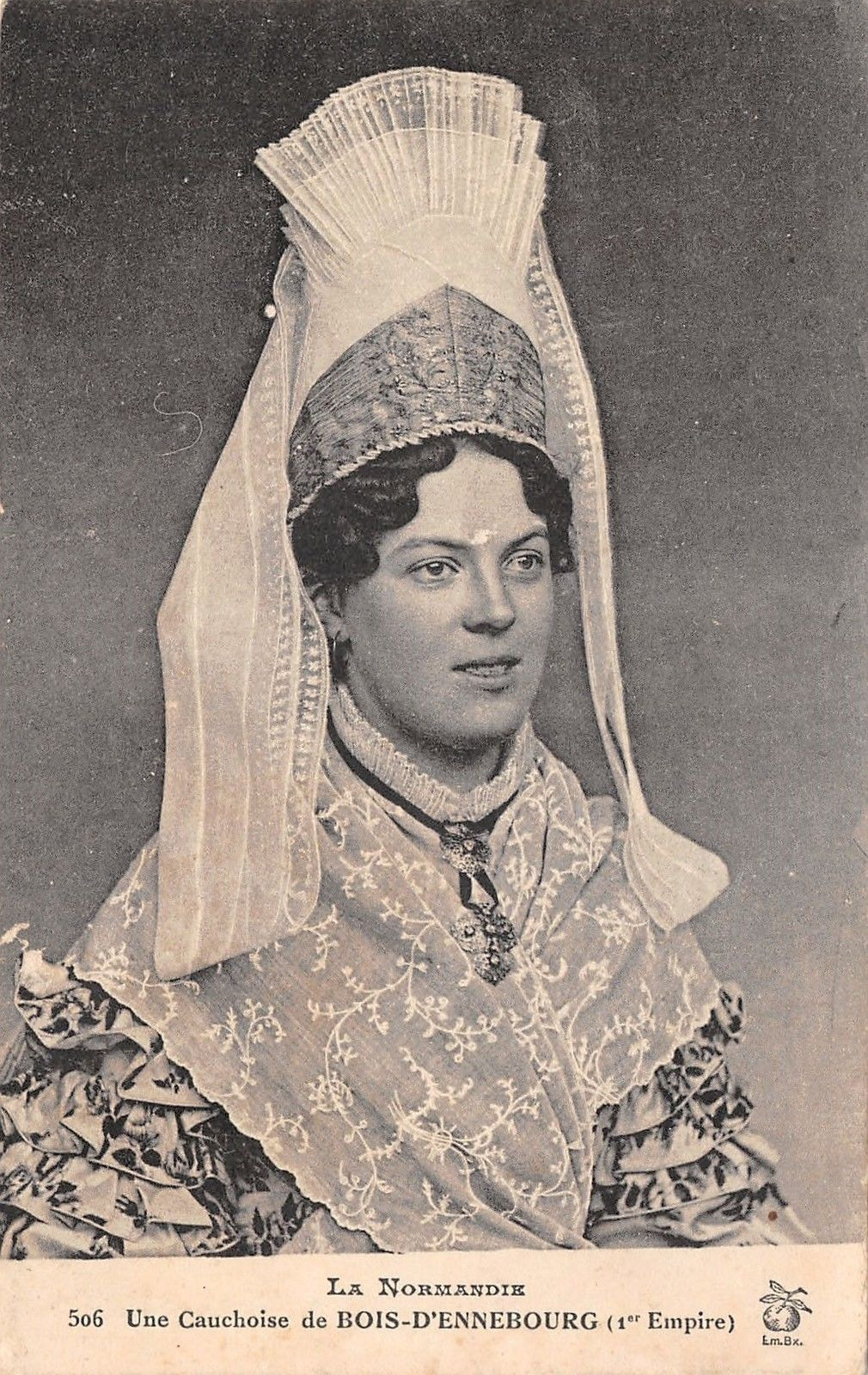
Coiffe des environs de Bois-d-Ennebourg.

## Histoire
Le château de Coqueréaumont a été détruit. Seuls subsistent aujourd'hui le portail et l'emprise cadastrale.

## Politique et administration
| Période                                  | Période                    | Identité           | Étiquette | Qualité                                                                      |
| ---------------------------------------- | -------------------------- | ------------------ | --------- | ---------------------------------------------------------------------------- |
| Les données manquantes sont à compléter. |                            |                    |           |                                                                              |
| mai 1945                                 | mai 1953                   | Edouard BETON      |           |                                                                              |
| mai 1953                                 | nov 1954                   | Emmanuel CABOT     |           |                                                                              |
| nov 1954                                 | dec 1960                   | Edouard BETON      |           |                                                                              |
| dec 1960                                 | mars 1971                  | Auguste BOUTIGNY   |           |                                                                              |
| mars 1971                                | mars 1989                  | Henri CABOT        |           |                                                                              |
| mars 1989                                | sept 1994                  | Ginette SINCLIVIER |           |                                                                              |
| sept 1994                                | mars 2001                  | Philippe SAUVAGE   |           |                                                                              |
| mars 2001                                | mars 2008                  | Catherine TABOURET |           |                                                                              |
| mars 2008                                | nov 2017                   | Mathias ADER       | ÉCO       | Ingénieur territorial Vice-président de la CC Inter Caux Vexin (2017 → 2019) |
| janv 2018                                | En cours (au 10 août 2020) | Laurent SOLER      |           | Violoniste Réélu pour le mandat 2020-2026                                    |

## Démographie
L'évolution du nombre d'habitants est connue à travers les recensements de la population effectués dans la commune depuis 1793. Pour les communes de moins de 10 000 habitants, une enquête de recensement portant sur toute la population est réalisée tous les cinq ans, les populations de référence des années intermédiaires étant quant à elles estimées par interpolation ou extrapolation. Pour la commune, le premier recensement exhaustif entrant dans le cadre du nouveau dispositif a été réalisé en 2004.

En 2022, la commune comptait 576 habitants, en évolution de +1,77 % par rapport à 2016 (Seine-Maritime : +0,35 %, France hors Mayotte : +2,11 %).
| 1793 | 1800 | 1806 | 1821 | 1831 | 1836 | 1841 | 1846 | 1851 |
| ---- | ---- | ---- | ---- | ---- | ---- | ---- | ---- | ---- |
| 352  | 340  | 359  | 327  | 346  | 310  | 292  | 316  | 295  |

| 1856 | 1861 | 1866 | 1872 | 1876 | 1881 | 1886 | 1891 | 1896 |
| ---- | ---- | ---- | ---- | ---- | ---- | ---- | ---- | ---- |
| 288  | 293  | 262  | 254  | 265  | 250  | 244  | 228  | 228  |

| 1901 | 1906 | 1911 | 1921 | 1926 | 1931 | 1936 | 1946 | 1954 |
| ---- | ---- | ---- | ---- | ---- | ---- | ---- | ---- | ---- |
| 197  | 193  | 192  | 185  | 200  | 203  | 193  | 234  | 205  |

| 1962 | 1968 | 1975 | 1982 | 1990 | 1999 | 2004 | 2006 | 2009 |
| ---- | ---- | ---- | ---- | ---- | ---- | ---- | ---- | ---- |
| 224  | 255  | 323  | 417  | 459  | 511  | 488  | 478  | 508  |

| 2014 | 2019 | 2022 | - | - | - | - | - | - |
| ---- | ---- | ---- | - | - | - | - | - | - |
| 551  | 556  | 576  | - | - | - | - | - | - |

## Culture locale et patrimoine

### Lieux et monuments
- Église Saint-Martin, du XVIIIe siècle.
- Monument aux morts, dû à Charles Sosson (1923).
- Mare communale de la Grenouillette